# Kaassassuk

Kaassassuk (Detail der Bronzeplastik nach einer Specksteinskulptur von Simon Kristoffersen)

Kaassassuk (nach alter Rechtschreibung Kâgssagssuk) ist in Varianten ein von der Ostküste Grönlands bis in den Norden Alaskas verbreiteter alter Inuit-Mythos.
In lokalen Varianten der Erzählung finden sich folgende Grundelemente: Das entbehrungsreiche Leben des verhöhnten und geschundenen Waisen Kaassassuk; die Überwindung seiner Angst und die Verleihung übermenschlicher Kräfte durch das Geistwesen Pissaap Inua (Píssaup Inua); Kaassassuks eindrucksvolle Taten, die der Gemeinschaft Respekt, aber auch Furcht einflößen; seine Rache an den Einwohnern der Siedlung; sein Weg mit dem Kajak die Küste entlang, auf dem er die Tochter des Jägers Qaassuk (K'âgssuk) mit Gewalt zur Frau nimmt; seine siegreichen Wettkämpfe mit allen Männern, auf die er trifft, und schließlich seine Niederlage durch den unscheinbaren Usussaarmiarsunnguaq (Usugsaermiarssúnguaĸ) hoch im Norden.
In Westgrönland existiert zudem die Variante über Kamillaannguaq und in Ostgrönland erzählt man die ähnliche Geschichte von Aloruttaq.
Dieser Mythos wurde seit seiner Entstehung ausschließlich mündlich überliefert und erst zwischen 1902 und 1904 von dem grönländisch-dänischen Polarforscher und Ethnologen Knud Rasmussen nach der Erzählung von Jaakuaraq Eugenius (Jâkuaraĸ Eugenius) niedergeschrieben.
Heute steht die Figur des Kaassassuk in Grönland symbolisch für physische und psychische Stärke und für den Willen zur Selbstbestimmung.

## Niederschrift des Mythos

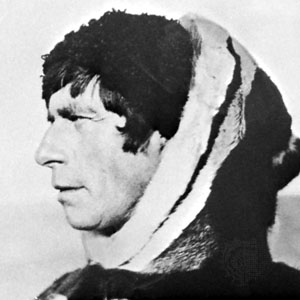
Knud Rasmussen

Knud Rasmussen, der dänische Grönlandforscher Ludvig Mylius-Erichsen, der dänische Künstler Harald Viggo Graf Moltke und der grönländische Polarforscher, Lehrer und Übersetzer Jørgen Brønlund begaben sich von 1902 bis 1904 auf die „Literarische Expedition“ („den litterære Ekspedition“). Im Rahmen dieser Studien zeichnete Rasmussen auch den Mythos von Kaassassuk nach der Erzählung von Jaakuaraq Eugenius (1863–1934) aus Nuuk auf.
Knud Rasmussen erklärt im Vorwort seiner Myter og sagn fra Grønland (Mythen und Sagen aus Grönland), dass diese Geschichten nicht für Niederschriften konzipiert waren, sondern über Jahrhunderte ausschließlich mündlich überliefert wurden. Dabei kamen Elemente zum Tragen, die beim Lesen einer niedergeschriebenen Geschichte wegfallen: Die Mythen wurden zu einer besonderen Zeit und meist im Gemeinschaftshaus erzählt; der Erzähler empfand Gesichtsausdrücke und Gesten der Mythengestalten nach und modulierte dabei seine Sprache; die Zuhörer wurden in die Erzählung einbezogen und in einer gewissen Weitschweifigkeit konnte der Erzähler bestimmte Partien ausschmücken oder aktuelle Gegebenheiten einbeziehen. Das Geschichtenerzählen war sowohl ein soziales Ereignis und eine willkommene Unterhaltung während der Ruheperioden als auch Wertevermittlung.
Rasmussen, der in Grönland geboren wurde, lange dort lebte und mit der ursprünglichen Lebensweise der Grönländer vertraut war, stellte schon am Beginn des 20. Jahrhunderts fest, „dass diese Gabe, das Leben und die Gedanken mit einer deutlich nationalen Färbung darzustellen, nun im Verschwinden begriffen ist, jetzt, da die Entwicklung dafür gesorgt hat, dass diesen Menschen eine völlig neue Kultur aufgepfropft wird.“

## Handlung
Zusammenfassung der von Jaakuaraq Eugenius erzählten und von Knud Rasmussen niedergeschriebenen Version des Mythos; die Bebilderungen sind Aquarelle von Jakob Danielsen.

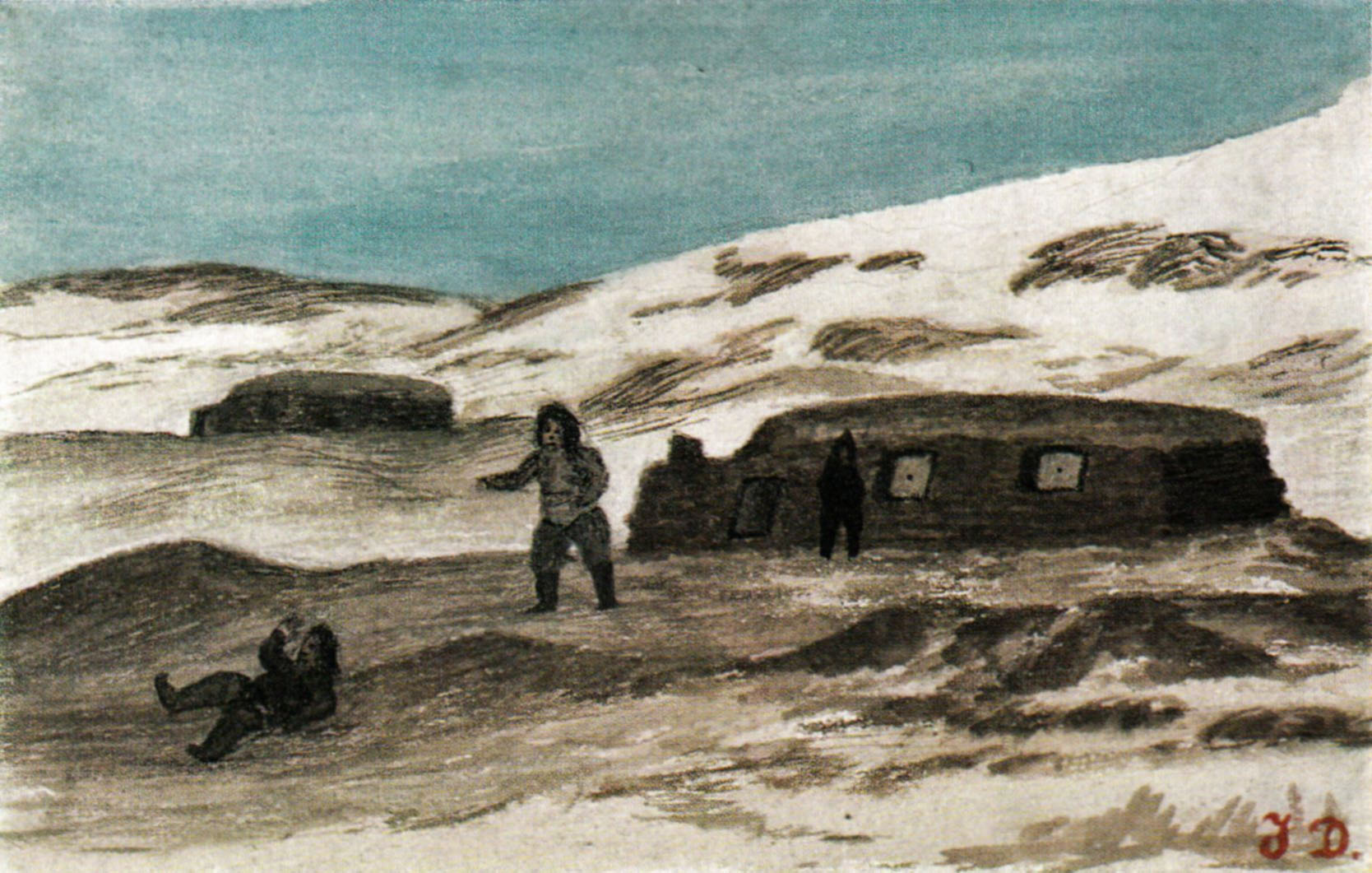
Der kotverschmierte Waisenjunge wird aus dem Haus geworfen

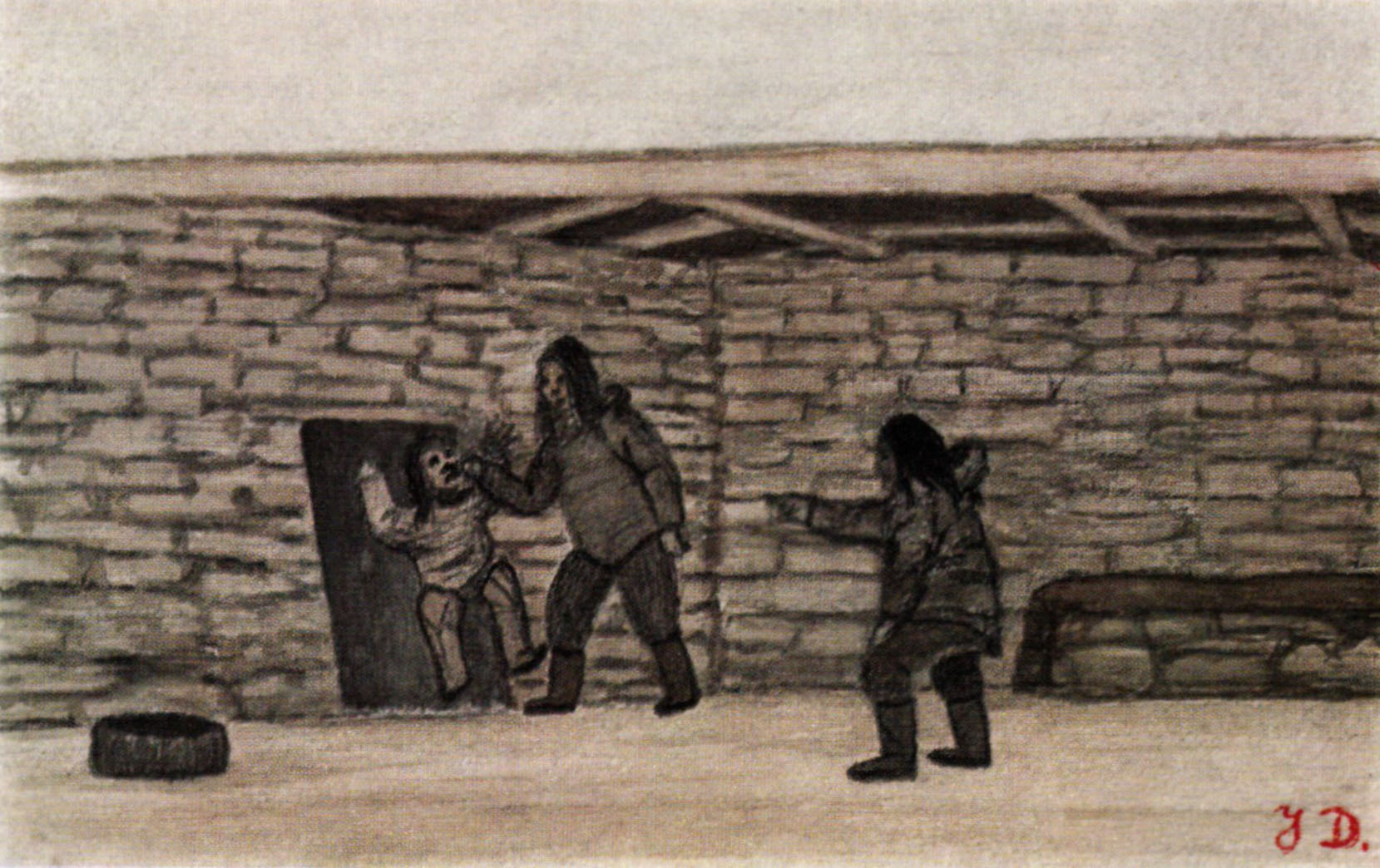
Man hebt Kaassassuk bei den Nasenlöchern hoch

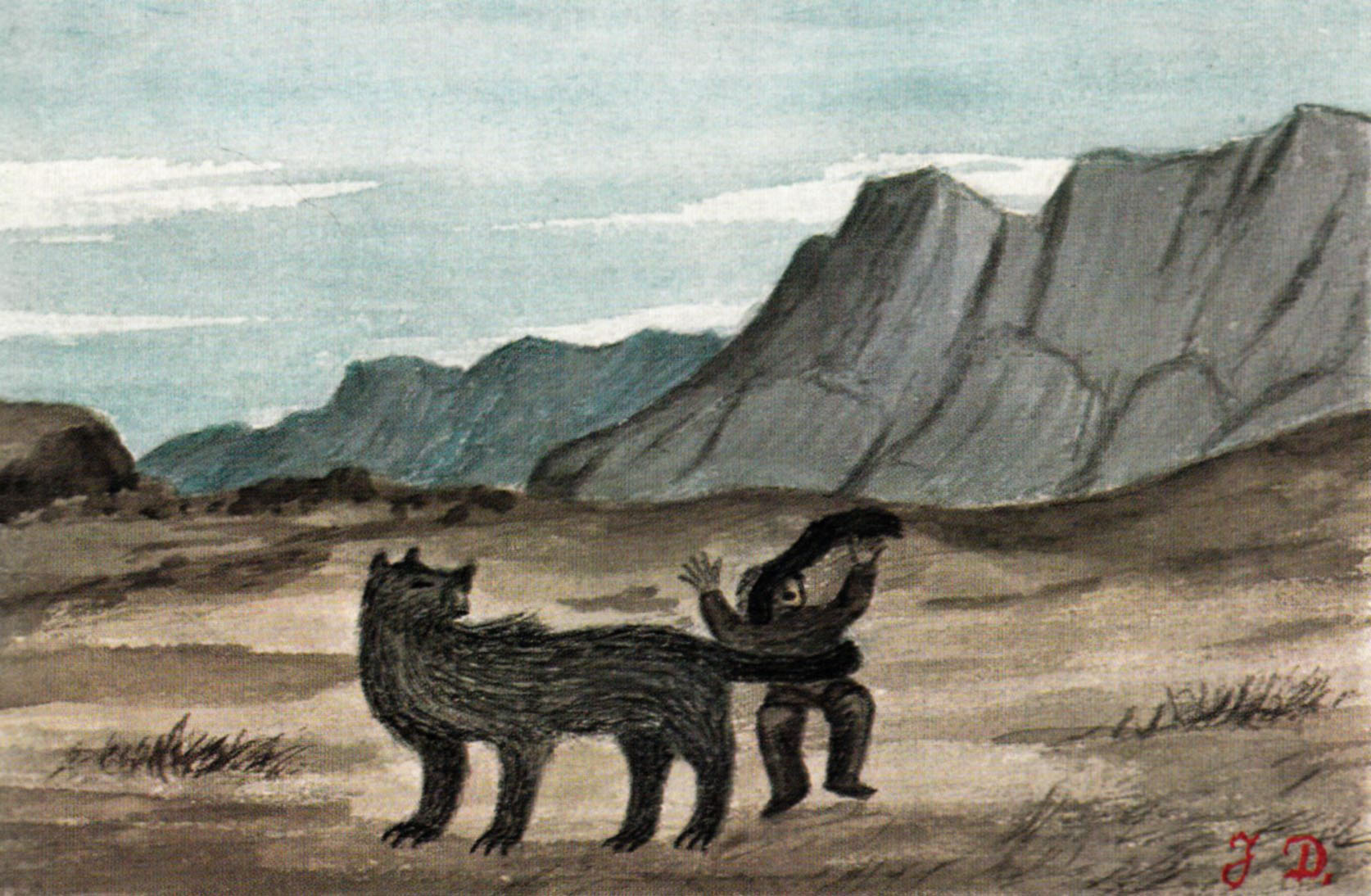
Kaassassuk und Pissaap Inua

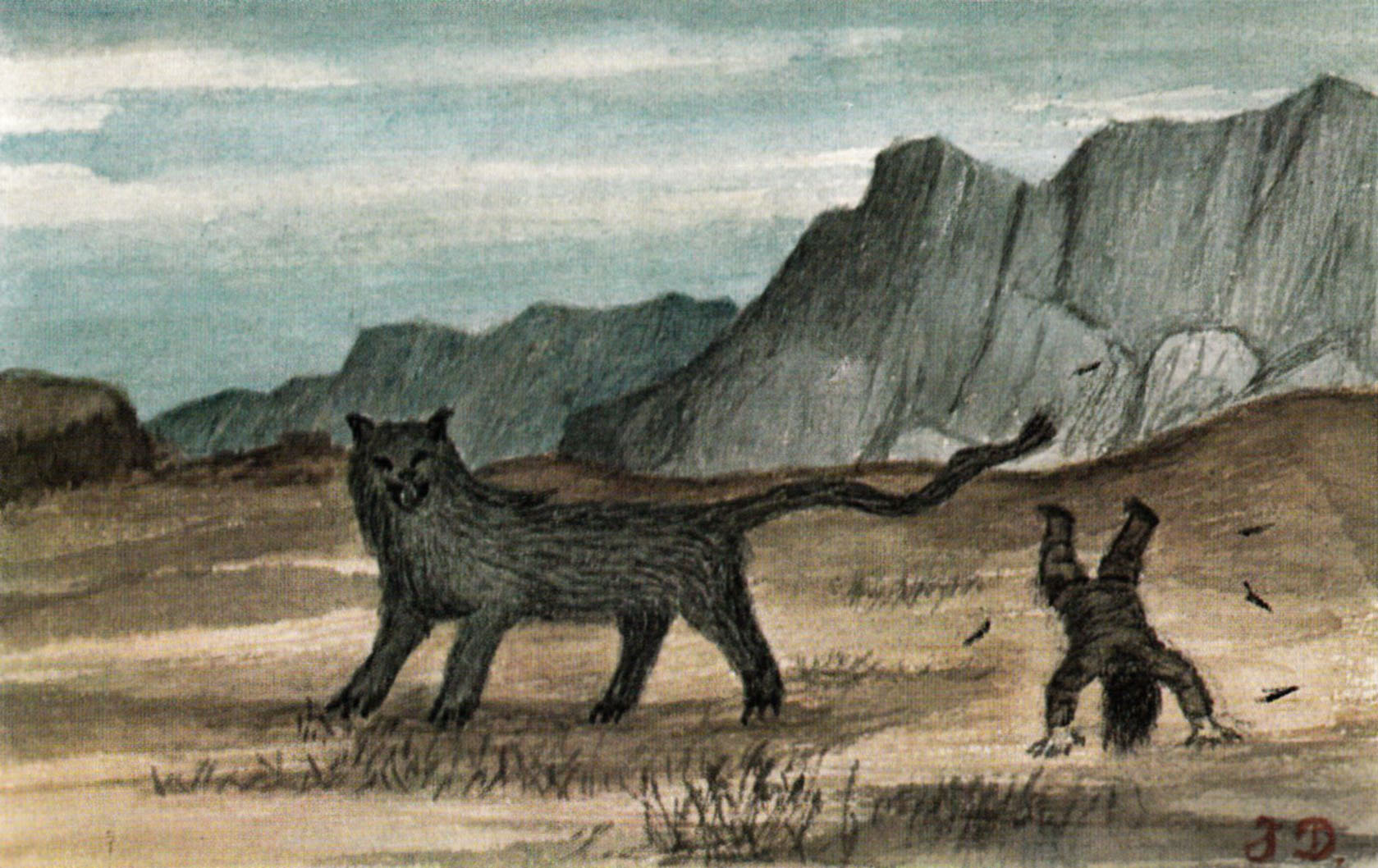
Pissaap Inua verleiht Kaassassuk die Kraft

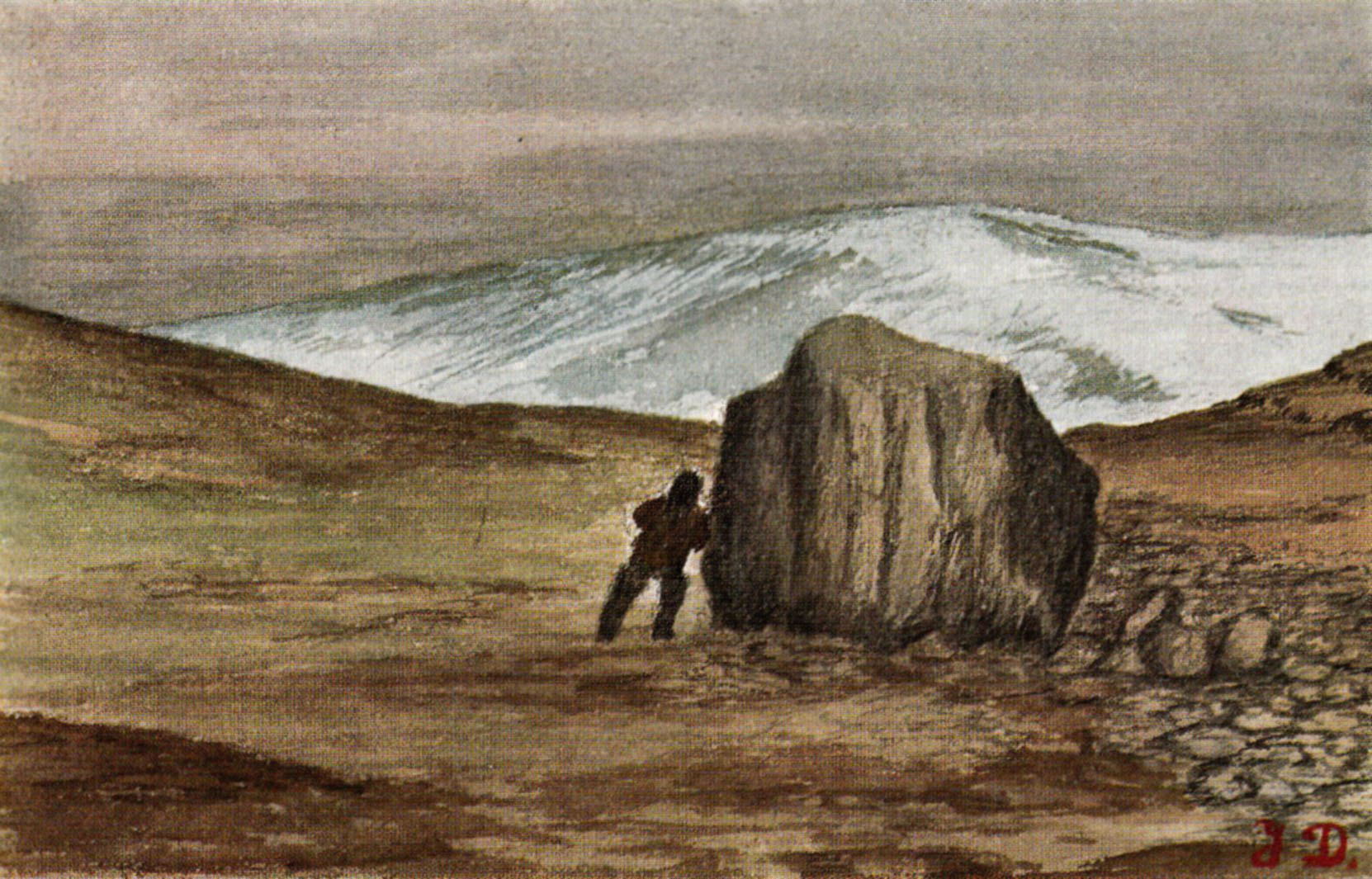
Kaassassuk gewinnt an Stärke und kann einen Felsen bewegen

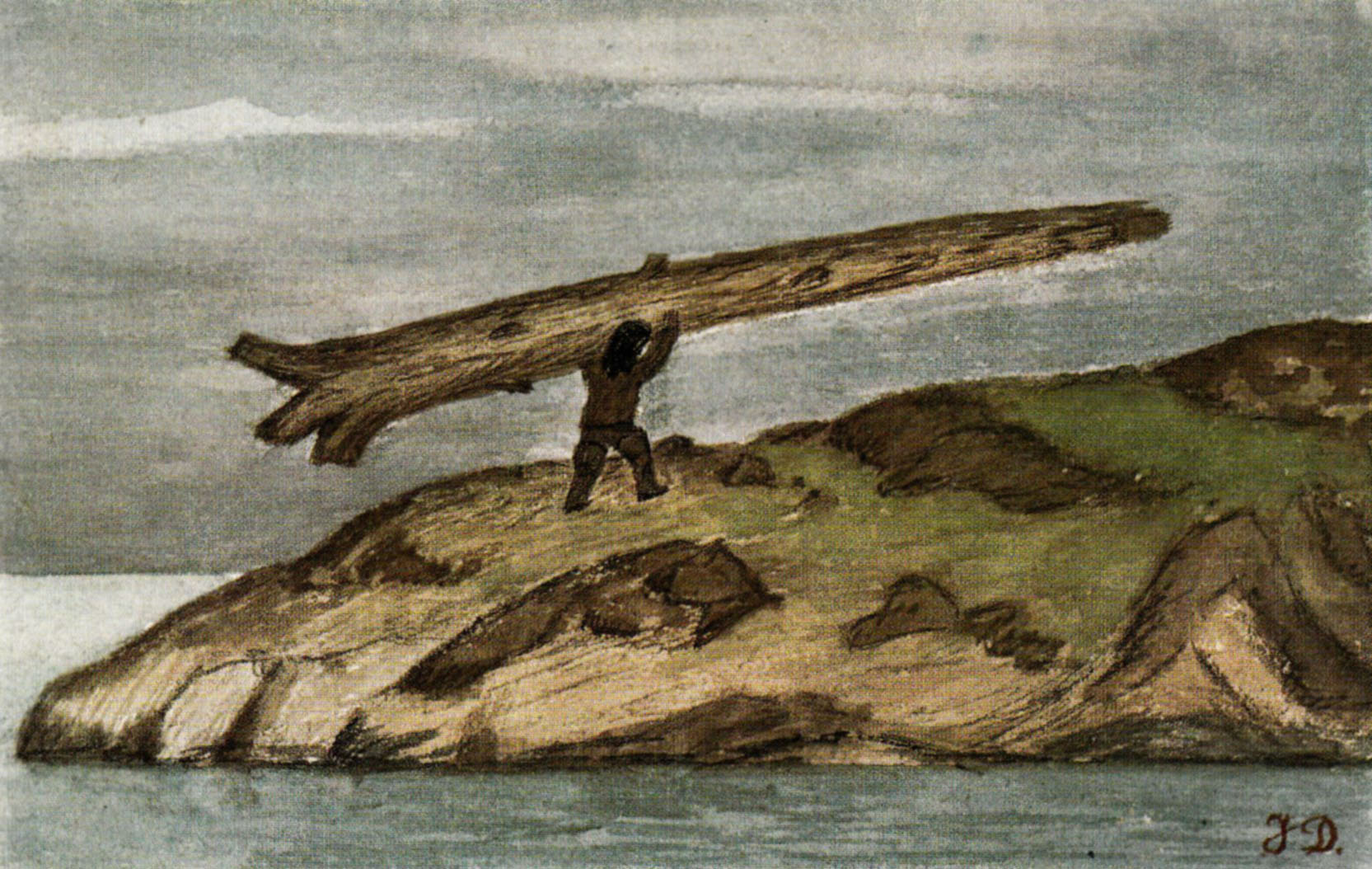
Kaassassuk bringt den Baumstamm in die Siedlung

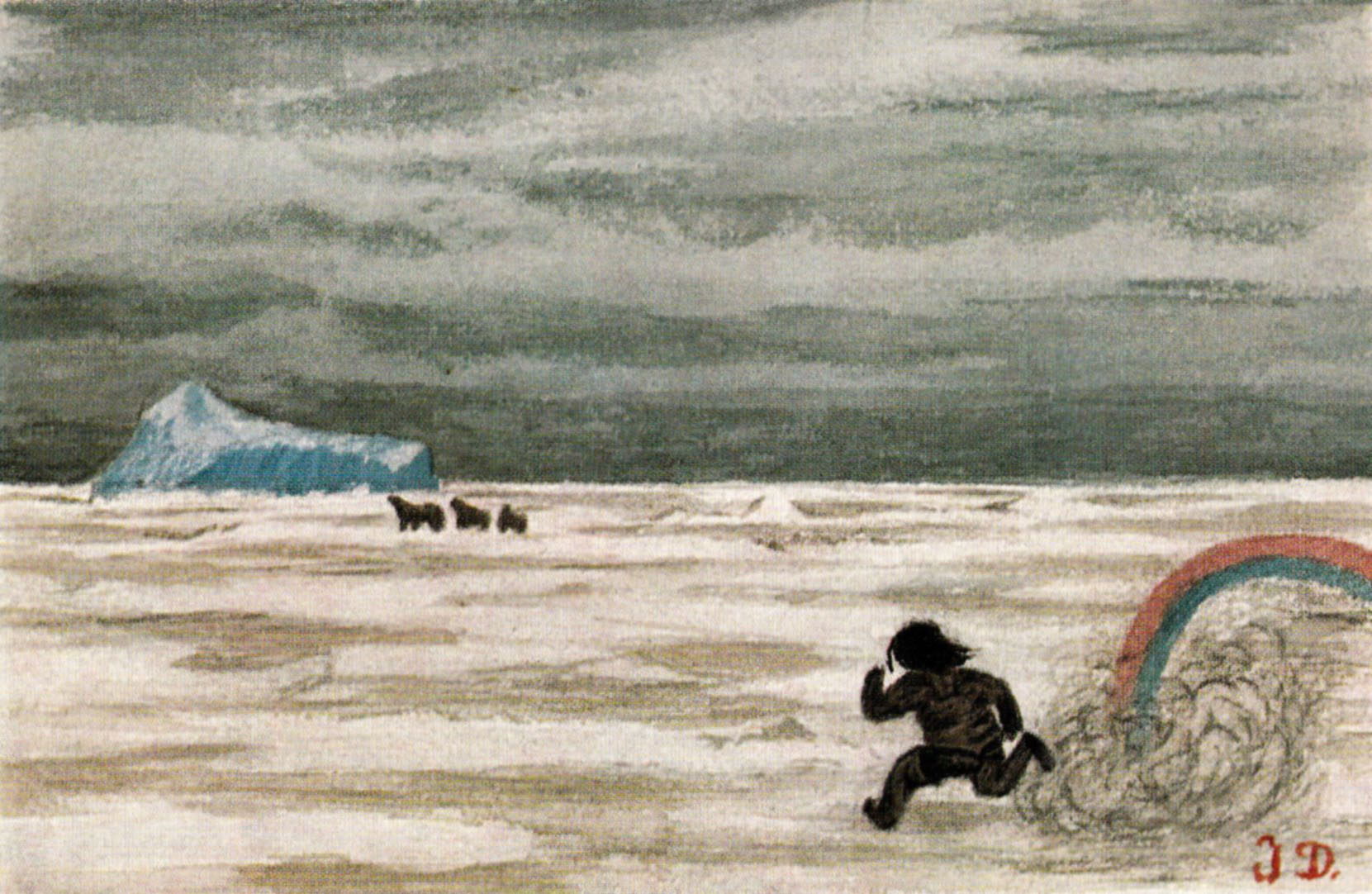
Kaassassuk läuft zu den Bären

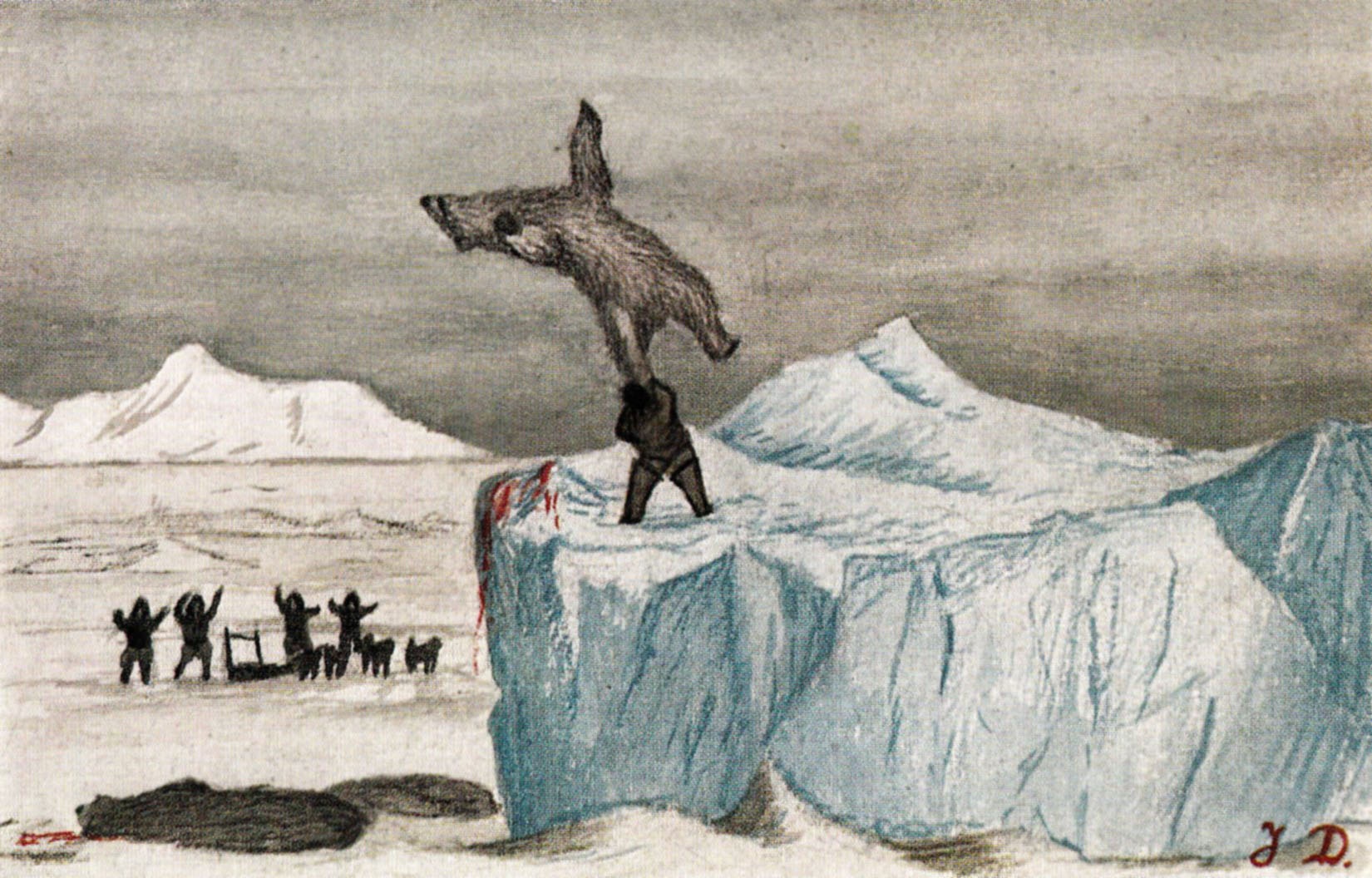
Kaassassuk tötet den dritten Bären

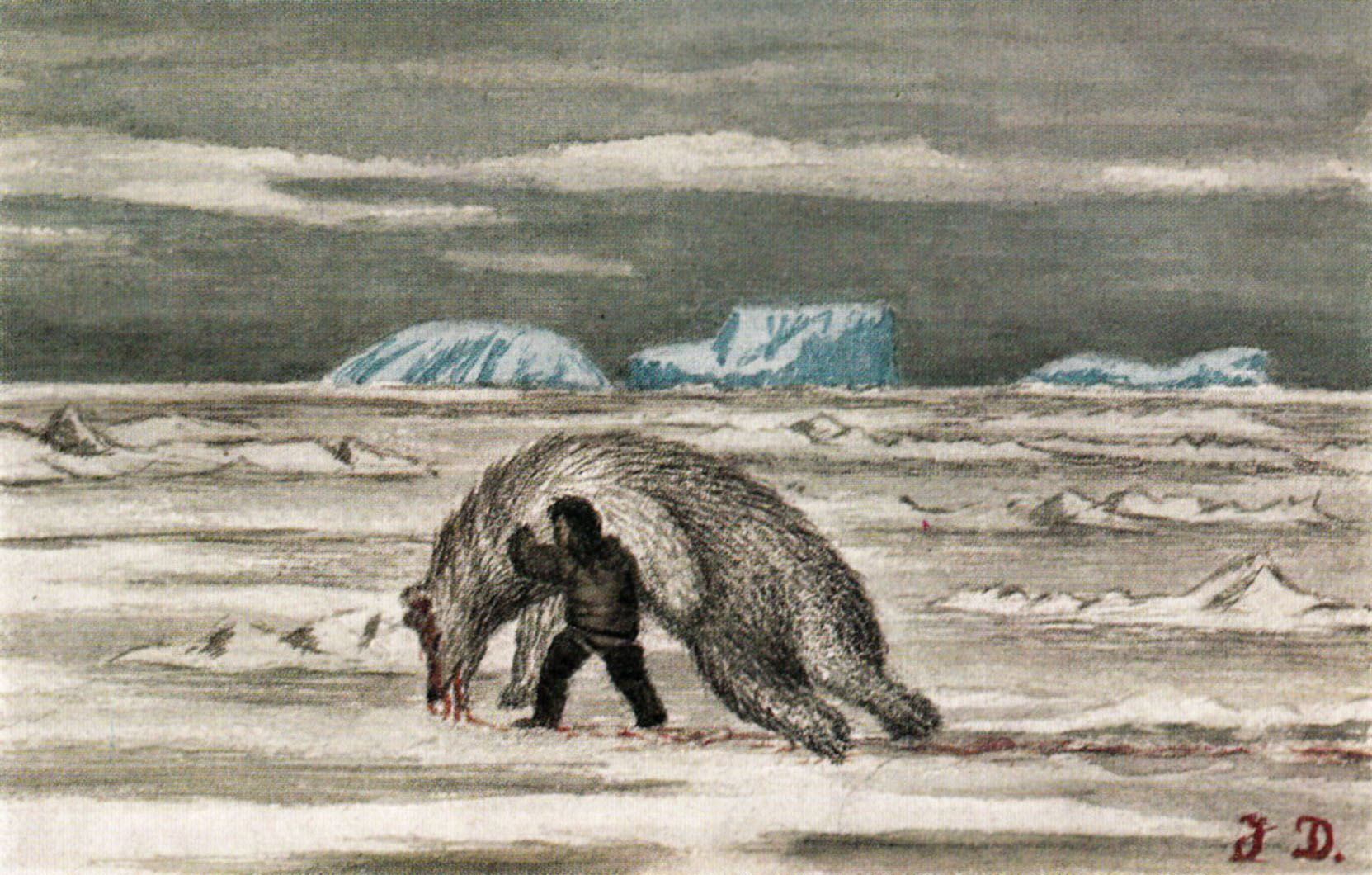
Kaassassuk bringt den erlegten Bären zur alten Frau

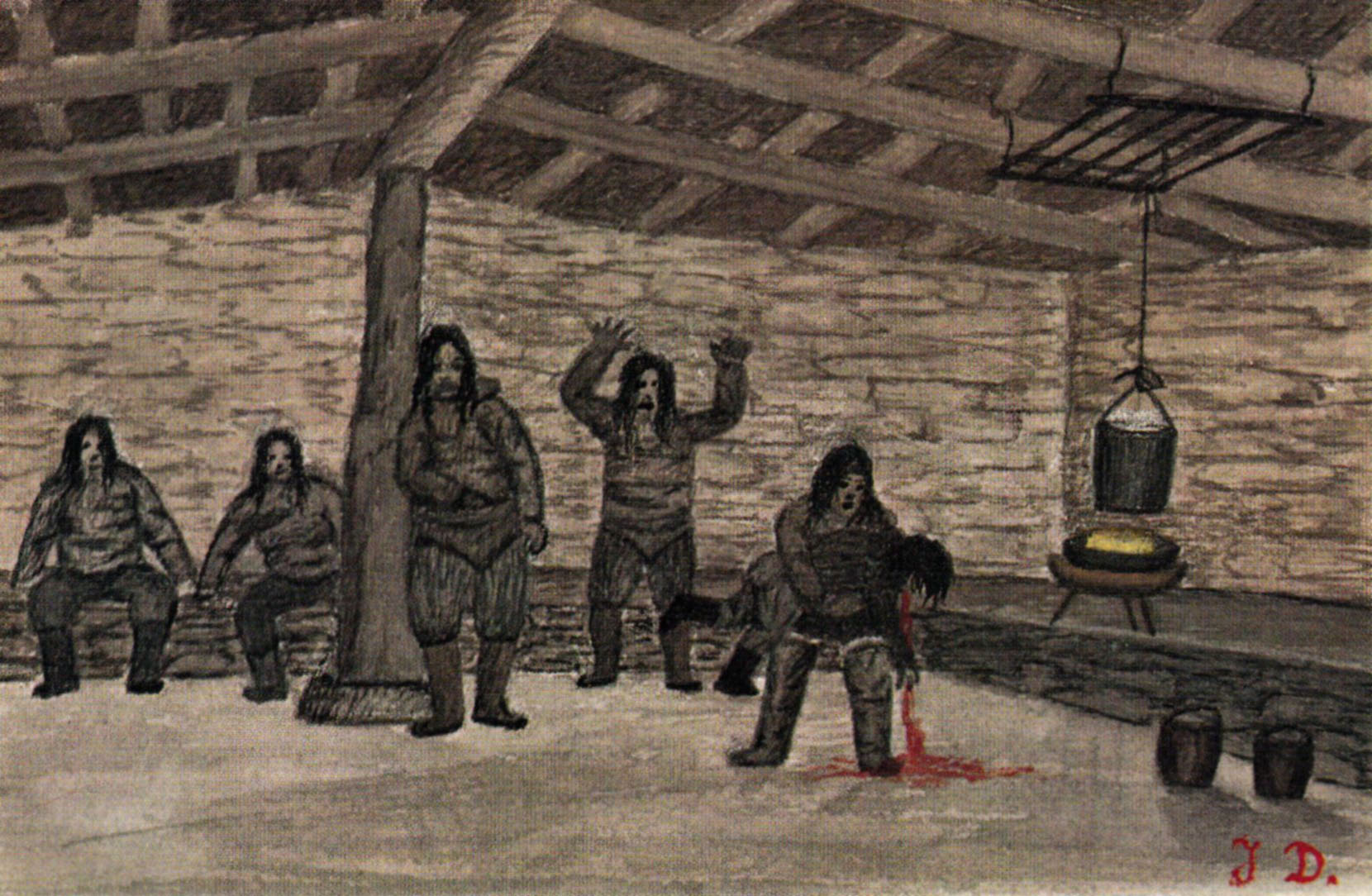
Ein Mädchen stirbt unter Kaassassuks Umarmung

Kaassassuk, der schmächtige und verdreckte Waisenjunge, lebte in einer Siedlung, in der ihn alle verhöhnten und körperlich verletzten. Vor allem den Männern machte es besonderen Spaß, ihn mit zwei Fingern in den Nasenlöchern hochzuheben. Wenn Kaassassuk zu viel Hunger zeigte, sahen sie immer nach, ob er einen neuen Zahn bekommen hatte, und wenn dies der Fall war, zogen sie ihm diesen. Nachdem ihn alle Familien der Siedlung abgelehnt und aus dem Haus geworfen hatten, kam Kaassassuk schließlich bei einer alten alleine lebenden Frau unter, die ihn bei sich im Hausflur schlafen ließ.
Ein alter Mann, der mitleidig beobachtete, wie übel Kaassassuk selbst von den Kindern mitgespielt wurde, riet ihm schließlich, zum Berg Talorsuit zu gehen, um Pissaap Inua, wörtlich den Herrn der Kraft, um Hilfe zu bitten. Kaassassuk machte sich zwei Mal auf den Weg dorthin und überstand trotz großer Angst die raue Behandlung durch Pissaap Inua. Obwohl der Junge nun übermenschliche Stärke gewonnen hatte – er konnte mit Leichtigkeit Felsbrocken bewegen –, musste er diese auf die Forderung von Pissaap Inua solange geheim halten, bis zwei Voraussagen eintreffen würden. Bis dahin sollte Kaassassuk weiterhin die Quälereien und Verhöhnungen durch die Siedlungsbewohner ertragen.
Erst im folgenden Herbst erfüllte sich die erste Voraussage von Pissaap Inua. Die Siedlungsbewohner fanden einen großen Stamm Treibholz im Meer, den sie an den Strand brachten und dort vertäuten, um ihn am nächsten Tag gemeinsam in die Siedlung zu schaffen. Doch Kaassassuk schlich sich in der Nacht zum Strand, zerriss die Taue, schulterte den Baumstamm und trug ihn ganz allein in die Siedlung. Am nächsten Morgen waren alle sehr überrascht, was mit dem Stamm passiert war, da sie aber nicht erklären konnten, wie der Stamm in die Siedlung gelangt war, zerlegten und verteilten sie ihn. Kaassassuk wurde weiter verhöhnt.
Im Winter erfüllte sich die zweite Voraussage von Pissaap Inua. Drei Bären erklommen einen Eisberg gleich vor der Siedlung und als die Männer noch zaudernd überlegten, wie sie die Tiere jagen sollten, stürmte Kaassassuk durch ihre Mitte, erklomm den Eisberg und tötete die beiden größeren Bären mit nackten Händen. Das Bärenjunge überließ er den anderen Jägern, die ihm nun schmeichelten, weil sie seine immense Kraft mit eigenen Augen gesehen hatten. Aber Kaassassuk hörte nicht auf sie, sondern brachte die Bären zum Haus der alten Frau, damit sie sich aus den Fellen wärmendes Bettzeug machen konnte.
Beim anschließenden Festessen kamen zwei Mädchen bei Umarmungen von Kaassassuk durch seine noch ungewohnte Kraft zu Tode, doch die Anwesenden entschuldigten dies aus Ehrfurcht vor seiner Stärke. Im Laufe des Abends fielen alle Siedlungsbewohner – mit Ausnahme der alten Frau und des mitleidigen Alten – durch Kaassassuks Stärke seiner Rache zum Opfer.
Kaassassuk bemächtigte sich am nächsten Tag eines der nun herrenlosen Kajaks und lernte damit umzugehen. Er bereiste die Küsten und wurde wegen seiner Kraft berühmt und berüchtigt. Er suchte sich immer neue Herausforderer und bezwang sie im Wettkampf, bis er schließlich von Usussaarmiarsunnguaq (Usugsaermiarssúnguaĸ), dem Sohn von Usussaarmiarsussuaq (Usugsaermiarssugssuaĸ), hörte, der weit im Norden lebte. Als Kaassassuk in der dortigen Siedlung ankam und Usussaarmiarsunnguaq zum Wettkampf aufforderte, trat ihm ein schmächtiger unscheinbarer Mann entgegen. Der Kampf begann, aber so sehr sich Kaassassuk auch anstrengte, Usussaarmiarsunnguaq entglitt ihm immer wieder. Nachdem sie lange gekämpft hatten, warf Usussaarmiarsunnguaq den Herausforderer schließlich weit hinaus ins Meer.
Kaassassuk akzeptierte seine Niederlage und nun, da er im Wettkampf jemanden gefunden hatte, der sich als kräftiger gewesen hatte als er, forderte er niemanden mehr zum Kampf heraus.

## Wahrnehmung in der Öffentlichkeit

### Aquarelle

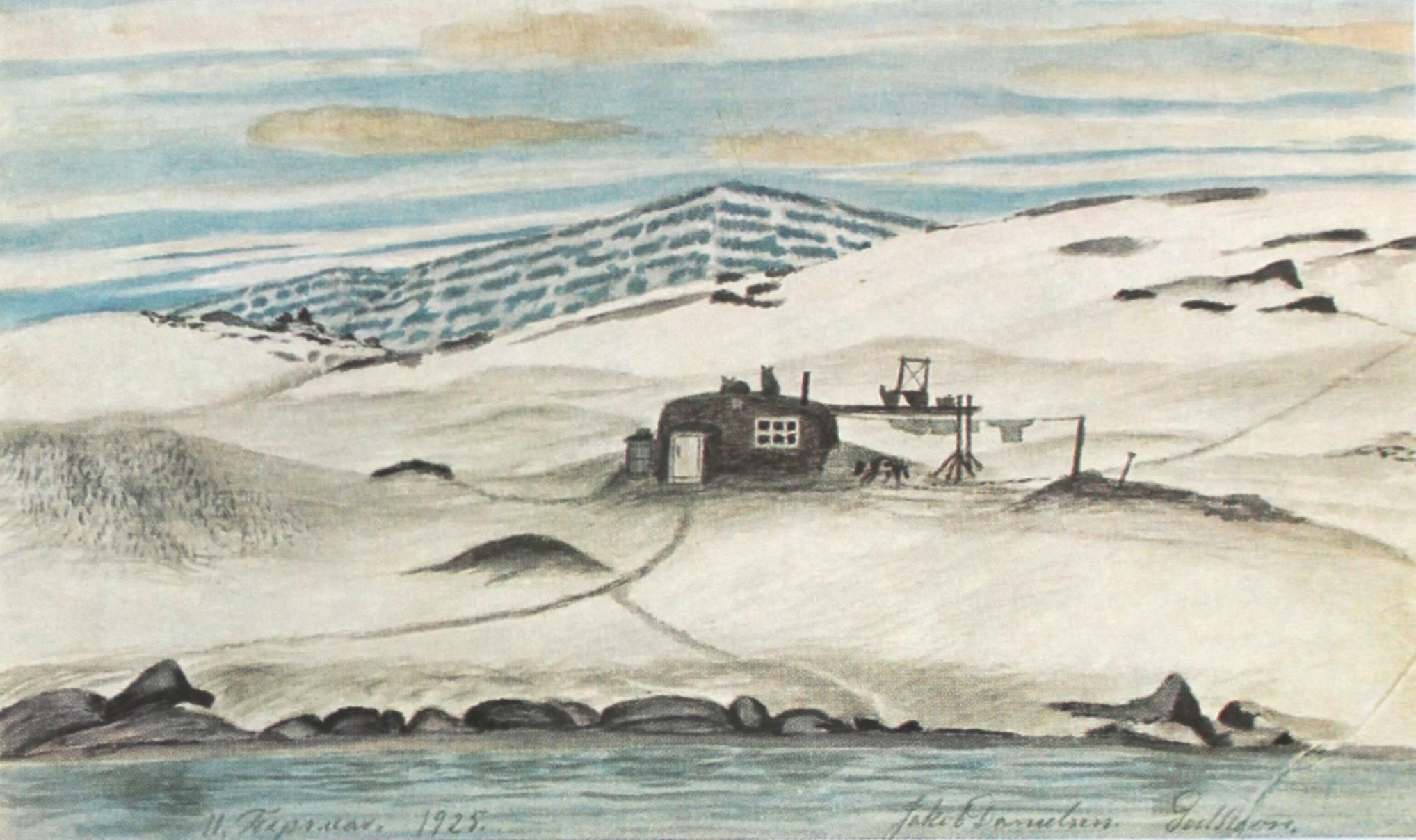
Geburtshaus in Sioraq (Aquarell von Jakob Danielsen)

Jakob Danielsen, ein grönländischer Jäger, der 1888 in Kangerluk geboren wurde, zog als 16-Jähriger mit seiner Familie nach Qeqertarsuaq um. Dort arbeitete er weiter als Wal- und Seehundjäger und Schlittenhundführer. Statt der üblichen Schnitzarbeiten brachte sich Danielsen autodidaktisch die Malerei bei. Neben sehr detailgetreuen Motiven aus dem Leben der grönländischen Jäger, machte Jakob Danielsen, der selber auch als „Geschichtenerzähler“ galt, Skizzen von der lebhaften Mimik anderer Geschichtenerzähler, die dann bei den Zuhörern herumgereicht wurden und für weitere Erheiterung sorgten. Jakob Danielsen hat auch die Geschichte von Kaassassuk mit mehreren Aquarellzeichnungen illustriert.
Er starb im Frühjahr 1938 und wurde auf dem Lyngmarksfjeld nördlich von Qeqertarsuaq in einem typisch grönländischen Steingrab beigesetzt. Seine Zeichnungen werden im Nationalmuseum in Kopenhagen und im Museum von Qeqertarsuaq aufbewahrt, bzw. ausgestellt.

### Bronzeplastik

Pissaap Inua (links) und Kaassassuk (rechts)

Der grönländische Künstler Simon Kristoffersen (1933–1990), der seine Werke vorwiegend in Speckstein ausführte, hatte Ende der 1960er und Anfang der 1970er Jahre bereits mehrere Kaassassuk-Skulpturen angefertigt. Eine dieser Skulpturen, die aus dem Jahr 1971 stammt, wurde im Auftrag des Statens Kunstfonds, der staatlich dänischen Kunststiftung, als 600 kg schwere Plastik aus Bronze umgesetzt und stand ab 1974 bis Ende 1986 im Garten des Rigshospitalet in Kopenhagen.
Als Gabe an Grönland verließ diese Plastik am 2. November 1986 Frederikshavn auf dem Schiff Hvidbjørnen (deutsch Eisbär). Die Reise führte über Tórshavn (Färöer) und Reykjavík (Island) an die Ostküste von Grönland. Dabei geriet das Schiff in Sturm und schwere See und man befürchtete sogar, dass sich die vertäute Statue losreißen könne. Nach gut zwei Wochen an der Ostküste durchquerte die Hvidbjørnen den Prins Christian Sund und erreichte Qaqortoq am 21. November. Nach einem Aufenthalt ging es weiter über Kangilinnguit, Nuuk und Sisimiut nach Norden. Vor Kangerluarsoruseq ankerte das Schiff und sowohl die Hvidbjørnen als auch die Statue wurden „getauft“. Die Kaassassuk-Plastik erhielt den Namen Angalatoorsuaq, was auf Grönländisch so viel wie der große Weitgereiste bedeutet. Am 17. Dezember 1987 erreichte das Schiff schließlich Nuuk und die Plastik und wurde offiziell übergeben. Sie steht seitdem vor dem grönländischen Parlamentsgebäude; das Speckstein-Original von 1971 befindet sich im Parlamentsgebäude.
Die Plastik zeigt den Moment, in dem Pissaap Inua Kaassassuk seine Stärke verleiht, und soll den Gedanken der Eigenständigkeit Grönlands versinnbildlichen.

### Comic
Christian Fleischer Rex aus Nuuk veröffentlichte 2008 im Milik-Verlag einen Comic mit der Geschichte des Waisenkinds Kaassassuk, das im grönländischen Original Kaassassuk – iliarsuk, in der dänischen Version Kaassassuk – den forældreløse und in Englisch Kaassassuk – The Orphan heißt. Die Handlung des Comics basierte auf der von Knud Rasmussen niedergeschriebenen Version des Jaakuaraq Eugenius.

### Briefmarke
Von 2009 bis 2011 gab POST Greenland Briefmarken zum Thema „Grønland – Tegneserier“ („Grönland – Comics“) heraus. Das Motiv Kaassassuk aus dem Comic von Christian Fleischer Rex war die dritte und letzte Marke dieser Serie.
| Benennung                  | Ausgabedatum  | Nennwert  | Abgebildeter Comic                         | Künstler                |
| -------------------------- | ------------- | --------- | ------------------------------------------ | ----------------------- |
| Grønland – Tegneserier I   | 21. Juni 2009 | 15,50 DKK | De første skridt (dt. Die ersten Schritte) | Nuka K. Godtfredsen     |
| Grønland – Tegneserier II  | 1. Mai 2010   | 23,50 DKK | Buuarsikkut                                | Robert Holmene          |
| Grønland – Tegneserier III | 9. Mai 2011   | 20,00 DKK | Kaassassuk                                 | Christian Fleischer Rex |

### Lied
Der Grönländer Peter Olsen hat ein Lied mit dem Titel Kaassassorujunnguarooq, dt. etwa Sie sagen armer, kleiner Kaassassuk, komponiert und getextet, das 2009 in der Fassung des dänischen klassischen Gitarristen Erling Møldrup bei Muzart erschien.

### Schiff
Die Kaassassuk (Kennzahl OZKQ, Kontrollnummer D 3185, IMO-Nummer GR 6-402; 1899 BRT) ist ein Motor- und Fischereischiff von Royal Greenland, das 1988 in Norwegen gebaut wurde.

### Fußball

Logo des Fußball-Clubs Kâgssagssuk

In der Schreibweise Kâgssagssuk ist die Legendengestalt Namensgeber eines Fußballvereins in Maniitsoq, der 1989 mit der Herrenmannschaft grönländischer Fußballmeister wurde. Die beste Platzierung der Damenmannschaft war der dritte Platz im Jahr 1990.